# Puerto Parry
Puerto Parry es un apostadero naval de la Armada Argentina ubicado en la isla de los Estados, departamento Ushuaia, provincia de Tierra del Fuego, Antártida e Islas del Atlántico Sur. Está habitado solo por los 4 militares del puesto de vigilancia y control de tránsito marítimo Comandante Luis Piedrabuena, que son relevados cada 45 días. Fue fundado en 1978 para la protección de la isla de los Estados durante el Conflicto del Beagle entre Chile y Argentina.

## Geografía
Puerto Parry se ubica geográficamente en 54°48′42″S 64°22′18.32″O / -54.81167, -64.3717556.

### Sismicidad
La región responde a la falla Fagnano-Magallanes, un sistema regional de falla sismogénico, de orientación este-oeste que coincide con el límite transformante entre las placas Sudamericana (al norte) y Scotia (al sur), con sismicidad media; y su última expresión se produjo el 17 de diciembre de 1949 (75 años), a las 22.30 UTC-3, con una magnitud aproximadamente de 7,8 en la escala de Richter